# Leopold von Pebal
Leopold von Pebal (Seckau, 29 de dezembro de 1826 – Graz, 17 de fevereiro de 1887) foi um químico austríaco.
Obteve um doutorado em 1851 em Graz, seguido por diversos anos trabalhando como assistente na universidade FH Joanneum. Em 1855 tornou-se privatdozent de química teórica. Continuou depois sua educação em Heidelberg, onde foi aluno de Robert Bunsen (1811-1899) e Gustav Kirchhoff (1824-1887). A partir de 1857 foi professor associado da Universidade de Lviv.

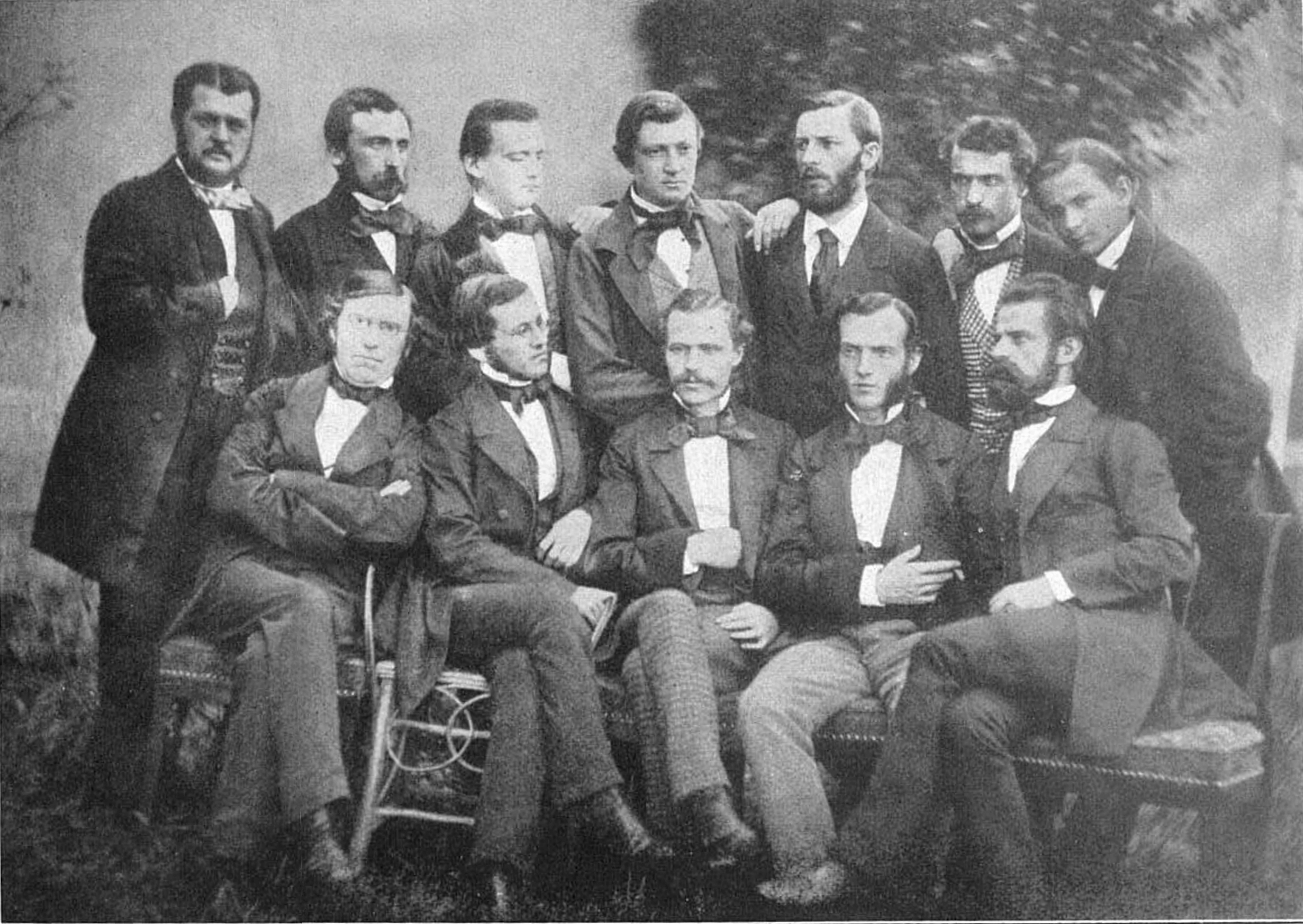
Von Pebal (sentado, direita) com Bunsen em Heidelberg, 1857

Pebal permaneceu como professor da Universidade de Lviv até 1865, sendo em seguida professor da Universidade de Graz. Planejou o novo laboratório de química em Graz, que foi finalizado em 1878. Charles Adolphe Würtz (1817-1884) foi enviado pelo governo francês para reportar sobre o laboratório.
Suas pesquisas de amplo espectro incluíram estudos envolvendo a composição do ácido esteárico e do ácido cítrico.
Participou do Congresso de Karlsruhe de 1860.
Pebal foi assassinado por um empregado da universidade em fesnte de seu laboratório, onde morreu pouco após o ataque.